# Marisa Ramirez
Pour les articles homonymes, voir Ramirez.
Marisa Ramirez, née le 15 septembre 1977 à Los Angeles, est une actrice américaine. Elle est connue pour des rôles récurrents dans des soap operas comme Hôpital central et Les Feux de l'amour. Depuis 2013, elle tient un rôle principal dans la série policière Blue Bloods.

## Biographie
Marisa Ramirez, nait le 15 septembre 1977 à Los Angeles en Californie. Elle fréquente l'école catholique All Saints, puis la Ramona Convent Secondary School (en) à Alhambra. À l'âge de 13 ans elle attire l'attention d'une agence de mannequins de Los Angeles, ce qui la conduit à une activité de mannequin internationale à partir de ses 15 ans, à Singapour, en Australie, Afrique du Sud et Italie.
Elle se tourne ensuite vers la comédie. Après des apparitions dans USA High et Roswell, elle décroche un rôle récurrent dans Hôpital central pour 110 épisodes entre 2000 et 2002. En 2006 et 2007 elle interprète successivement deux rôles dans la série Les Feux de l'amour, son premier personnage étant tué, elle reprend le rôle de la cousine de celui-ci. Depuis 2013 elle incarne l'inspectrice Maria Baez, un des rôles principaux de la série policière Blue Bloods.

## Vie privée
Marisa Ramirez est mariée avec Nathan Lavezoli de 2002 à 2011, le couple n'a pas d'enfant. En janvier 2016 elle annonce être enceinte et donne naissance le 29 mai 2016 à une fille prénommée Violet Rae, le nom du père n'étant pas révélé,.

## Filmographie

### Cinéma
- 2005 : All Souls Day: Dia de los Muertos (en) de Jeremy Kasten (en) : Alicia
- 2007 : Itty Bitty Titty Committee de Jamie Babbit : Ellen
- 2009 : Columbia Ave. (court métrage) : Charlie
- 2010 : The Funeral Planner (vidéo) de Lynn Isenberg (en) : Sierra D'Asanti
- 2010 : Contract (court métrage) : Sandra
- 2014 : The Extendables (en) de Brian Thompson : Maria

### Télévision
- 1998 : USA High (en) : Liza (saison 2, épisode 5)
- 1999 : Roswell : Vanessa (saison 1, épisode 4)
- 2000 : Senseless Acts of Video : Host
- 2000-2002 : Hôpital central : Gia Campbell (110 épisodes)
- 2000-2002 : Port Charles : Gia Campbell
- 2003 : Les Experts : Miami : Susanna Medesto (saison 2, épisode 6)
- 2003 : Miracles : Evelyn Santos (13 épisodes)
- 2004 : Century City : Christina Dobbs (épisode 9)
- 2004 : Dr Vegas : Eva Leon (épisode 1)
- 2005 : Hitched (téléfilm) de Thomas Carter
- 2006 : FBI : Portés disparus : Sara (saison 5, épisode 8)
- 2006-2007 : Les Feux de l'amour : Carmen Mesta / Ines Vargas (76 épisodes)
- 2007 : Shark : Monique (saison 2, épisode 3)
- 2008 : Supernatural : Tammi (saison 3, épisode 9)
- 2009 : Mental : Dr. Chloe Artis (13 épisodes)
- 2009 : Castle : Angelica Fink (saison 2, épisode 11)
- 2010 : La Vie de croisière de Zack et Cody : Francesca (saison 2, épisode Mother of the Groom)
- 2010 : Les Experts : Manhattan : Tania Santos (saison 6, épisode 15)
- 2010 : Miami Medical : Katherine (épisode 5)
- 2010 : Past Life : Rosa Sanchez (2 épisodes)
- 2010 : Rizzoli and Isles : Marisa Rodriguez (saison 1, épisode 1)
- 2010 : The Quickening (téléfilm) de Mark Piznarski : Gina
- 2011 : Spartacus : Les Dieux de l'arène (mini-série) : Melitta (5 épisodes)
- 2011 : Bones : Paula Ashwaldt (saison 6, épisode 15)
- 2011 : Against the Wall : Lina Flores (13 épisodes)
- 2012 : Mentalist : Sharon Vasquez (saison 4, épisode 15)
- 2013 : Casey Anthony : Une mère tueuse ? (en) (Prosecuting Casey Anthony) (téléfilm) de Peter Werner : Rita Ashton
- 2013 : Body of Proof : Officer Riley Dunn (4 épisodes)
- 2013-2023 : Blue Bloods : Maria Baez (215 épisodes)